# 濁川駅

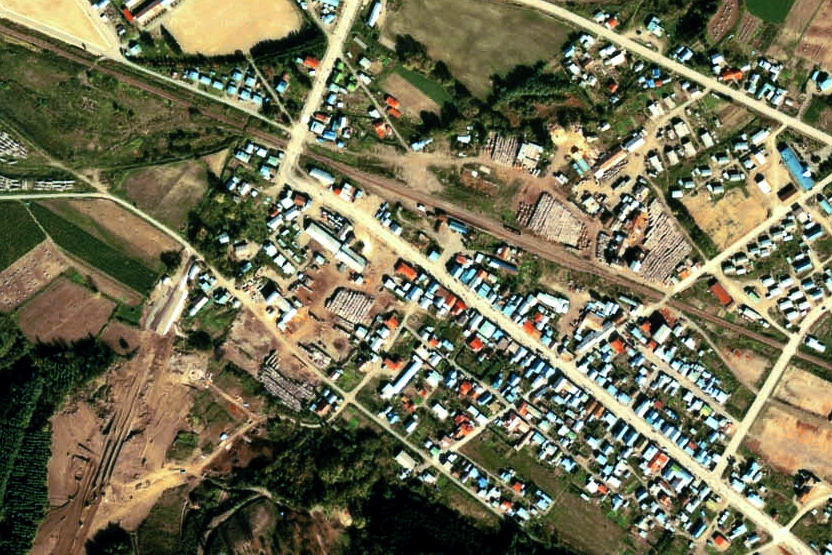
1978年の濁川駅と周囲約500m×750m範囲。左が北見滝ノ上方面。貨物取扱廃止直前の姿で、島式ホームは既に撤去されているが、副本線は2本とも残っている。駅裏のストックヤードの東側だけが使用されている。
典型的な木材搬出駅で、駅構外の左右いずれも南側に営林署管轄の広大なストックヤード（土場）が設けられて、それぞれに引込み線が引かれていたが、この頃には既に線路が撤去されて、土場の入出荷はトラックへ主役が移っている。写真の右下と左上にそれぞれのヤードの一端と軌道跡が見える。
かつては駅を境として渚滑方面は南のオシラネップ川上流から森林鉄道オシラネップ線が、北見滝ノ上方面はやはり南の渚滑川上流の滝西やその奥の滝上第5区から森林鉄道本流線が、それぞれのヤードに接続していた。

濁川駅（にごりかわえき）は、北海道紋別郡滝上町濁川中央にかつて設置されていた、日本国有鉄道（国鉄）渚滑線の駅である。電報略号はニコ。事務管理コードは▲122305。

## 歴史
- 1924年（大正13年）10月21日 - 鉄道省渚滑線の濁川駅として開業[1]。一般駅[1]。
- 1935年（昭和10年） - 濁川駅付近まで渚滑森林鉄道が敷設され、貨物（木材）の取り扱いが活発になる。
- 1949年（昭和24年）6月1日 - 公共企業体である日本国有鉄道に移管。
- 1959年（昭和34年） - 渚滑森林鉄道廃止。
- 1978年（昭和53年）12月1日 - 貨物の取り扱いを廃止[1]。
- 1984年（昭和59年）2月1日 - 荷物の取り扱いを廃止[1]。
- 1985年（昭和60年）4月1日 - 渚滑線の全線廃止に伴い、廃駅となる[1]。

### 駅名の由来
所在地名より。アイヌ語の「オヌㇷ゚キオㇷ゚（o-nupki-o-p）」（川口に・濁り水・ある・ところ）の和訳とされている。

## 駅構造
廃止時点で、1面1線の単式ホームを有する地上駅であった。ホームは、線路の南側（北見滝ノ上方面に向かって左手側）に存在した。転轍機を持たない棒線駅となっていた。かつては、2面2線の相対式ホームを有する、列車交換可能な交換駅であった。交換設備運用廃止後は線路は撤去されたが、ホーム前後の線路は転轍機の名残で湾曲していた。その他に、貯木場に続く専用線を有していた。
職員配置駅となっており、駅舎は構内の南側に位置し、ホーム中央部分に接していた。末期は駅長の配置がなくなり、北見滝ノ上駅管理下となっていた。

## 利用状況
乗車人員の推移は以下のとおり。年間の値のみ判明している年については、当該年度の日数で除した値を括弧書きで1日平均欄に示す。乗降人員のみが判明している場合は、1/2した値を括弧書きで記した。
| 年度               | 乗車人員 | 乗車人員 | 出典  | 備考                  |
| 年度               | 年間     | 1日平均  | 出典  | 備考                  |
| ------------------ | -------- | -------- | ----- | --------------------- |
| 1926年（大正15年） | (23,013) | (63.0)   | [ 8 ] | 年間乗降客：46,026人  |
| 1936年（昭和11年） | (15,951) | (43.7)   | [ 8 ] | 年間乗降客：31,902人  |
| 1950年（昭和25年） | (66,624) | (182.5)  | [ 8 ] | 年間乗降客：133,248人 |
| 1978年（昭和53年） |          | 41       | [ 9 ] |                       |
| 1981年（昭和56年） |          | (16.0)   | [ 7 ] | 1日乗降客：32人       |

## 駅周辺
濁川の集落が広がる。
- 北海道道137号遠軽雄武線
- 国道273号（渚滑国道）
- 町民保健の森
- 桜ヶ丘スキー場
- 滝上町立濁川小学校
- 濁川郵便局
- 紋別警察署濁川駐在所
- 渚滑川
- パンケオチンナイ川
- オシラネップ川
- 北紋バス「濁川」バス停（渚滑線代替・拓雄線：旧駅前、都市間バス：国道273号沿い）

## 駅跡
1997年（平成9年）11月時点で駅の貨物列車用の材木置き場であった部分を含めてパークゴルフ場になっており、駅舎もほぼ完全に残存していた。2011年（平成23年）時点でも同様で、駅舎はパークゴルフ場の休憩所兼倉庫に再利用されている。舎内には出札窓口も残存し、ホーム側も駅の雰囲気を残している。
また1997年（平成9年）11月時点では、駅跡から100mほど渚滑側に標識が残存していた。また、さらに渚滑側に行くと渚滑川を渡る橋台跡が残存していた。

## 隣の駅
日本国有鉄道
渚滑線
滝ノ下駅 - <雄鎮内仮乗降場> - 濁川駅 - 北見滝ノ上駅

## 渚滑森林鉄道

### 歴史
- 1935年（昭和10年） - 本流線（60km）、オシラ線（45km）開業[12]。
- 1959年（昭和34年） - 本流線、オシラ線廃止[12]。